# Goran Ivanišević
Goran Šimun Ivanišević [ˈɡɔran ˈiʋaniːʃɛʋitɕ] (Split, 13 de septiembre de 1971) es un extenista profesional y entrenador croata. Llegó a ocupar el puesto n.º 2 del ranking mundial por detrás de Pete Sampras en 1994. Es recordado, sobre otras cosas, por haber logrado el título de Wimbledon en 2001 (fue finalista en 1992 contra Agassi, 1994 cayendo ante Sampras y 1998 siendo nuevamente derrotado por Sampras). Reconocido como uno de los mejores sacadores en la historia del tenis, y de hecho posee el cuarto récord de la mayor cantidad de aces convertidos en una carrera (10.183), y en una sola temporada (1.448 en 1996). Primer tenista en la historia de Wimbledon en participar y ganar el torneo con una invitación por wildcard.

## Carrera como jugador

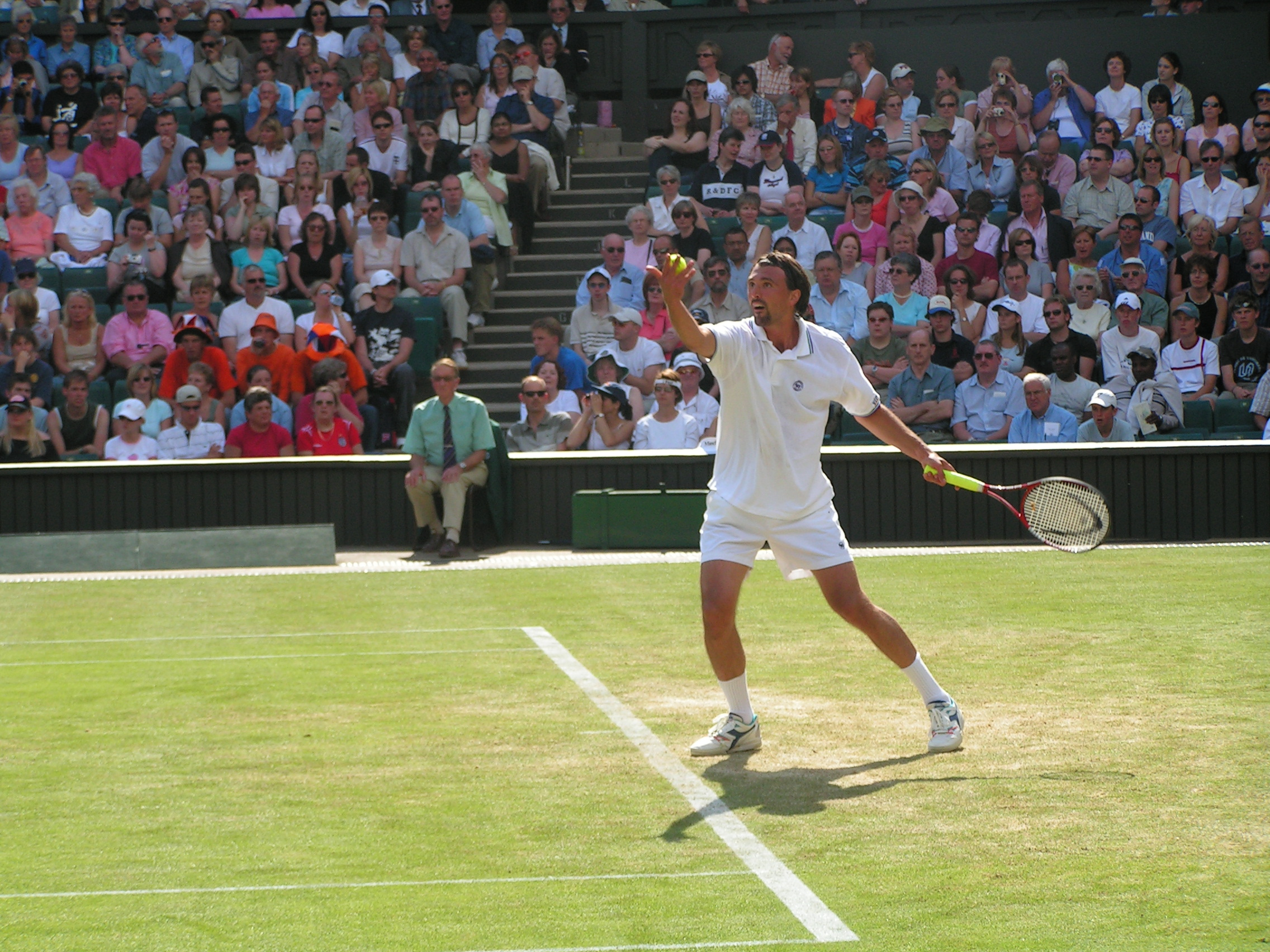
Goran Ivanišević sacando en Wimbledon 2004

Ivanišević nació en Split y se convirtió en profesional en 1988 ganando su primer título profesional de dobles ese mismo año en Fráncfort (con Rudiger Haas).
Produjo su primer impacto como profesional en 1990 cuando en la primera ronda de Roland Garros dejó en el camino a Boris Becker para llegar hasta cuartos de final. De ese partido Becker dijo sobre Ivanišević: "Ni Dios podría haber jugado mejor". También fue finalista de Roland Garros en dobles (junto a Petr Korda). Dos semanas después, en Wimbledon, Goran alcanzó las semifinales, donde perdió ante Boris Becker en 4 sets en una gran actuación. Becker predijo tras ese partido que Ivanišević sería algún día campeón en Wimbledon. Ese año logró su primer título en Stuttgart y ayudó a Yugoslavia a ganar la Copa del Mundo por Equipos.
Rápidamente se hizo conocido en el circuito por su fuerte juego de ataque y por sus impíos servicios de más de 200 km/h. Por muchos años fue el líder del circuito en aces. Un brillante jugador capaz de vencer a cualquiera cuando estaba inspirado, también fue conocido por sus rabietas dentro de la cancha y por sus bajones en los partidos (en especial en los sets finales) que le ocasionaban derrotas ante jugadores a los que debería ser capaz de vencer.
En 1991 perdió en la segunda ronda de Wimbledon y generaría controversia no solo al expresar sus fuerte sentimiento patriótico croata durante el período de separación de Yugoslavia sino también por incitar a las mujeres más destacadas como Monica Seles (nacida en Serbia y de raza húngara) a expresar su postura, lo que ella rehusaba de hacer.
En 1992 alcanzó su primera final de Wimbledon ante Andre Agassi, siendo los dos estrellas en ascenso buscando su primer título de Grand Slam. En un dramático partido de 5 sets fue Agassi quien finalmente prevaleció por 6-7, 6-4, 6-4, 1-6, 6-4. Ese año Goran lograría las medallas de bronce en los Juegos Olímpicos de Barcelona tanto en individuales como en dobles para la recién formada nación de Croacia. Ese año logró 4 títulos.
En 1994 alcanzó la final de Wimbledon por segunda vez esta vez ante otro estadounidense: Pete Sampras. Goran luchó duró en los dos primeros sets pero terminó sucumbiendo ante el poderío de Sampras por 7-6, 7-6, 6-0. El poder del servicio de ambos se vio reflajado en que de los 206 puntos jugados, solo tres tuvieron más de 4 golpes. Esto generaba un gran debate acerca de la potencia con la que se podía golpear con las nuevas raquetas (Fred Perry la llamó "una de las finales más aburridas de la historia", justo unos meses antes de morir). Ese año llegaría a su mejor ranking al alcanzar el n.º 2 detrás de Sampras.
En 1995 ganó la Grand Slam Cup al derrotar en la final a Todd Martin y llegaría a las semifinales de Wimbledon perdiendo en las semifinales ante Pete Sampras en 5 reñidos sets.
En 1996 logró 5 títulos y alcanzó de nuevo la final de la Grand Slam Cup, esta vez perdiendo ante Boris Becker. En toda la temporada conectó nada menos que 1.477 aces. Ese año logró la Copa Hopman para Croacia junto a Iva Majoli. Alcanzaría por primera vez las semifinales de un Grand Slam que no sea Wimbledon, perdiendo ante Pete Sampras en el US Open en 4 sets.
En 1998 alcanzó su tercer final de Wimbledon. Llevó a Sampras a un quinto set pero otra vez quedó con las manos vacías perdiendo 6-7, 7-6, 6-4, 3-6, 6-2. Muchos se preguntaron si el hombre destinado a ganar Wimbledon conseguiría una vez su promesa.
En 1999 alcanzó la final de dobles de Roland Garros (con Jeff Tarango) pero una lesión en el hombro haría que empezara a tambalear en el circuito perdiendo varias posiciones durante los años 1999, 2000 y 2001.
En 2001, Goran se encontraba en la posición n.º 125 del ranking lo que le impedía jugar por sí solo el torneo de Wimbledon. Dado su pasado como triple finalista de esta competencia los organizadores del torneo decidieron otorgarle una invitación o tenista invitado para jugar el torneo. Ante todos los pronósticos se las arregló para avanzar todo el cuadro hasta la final donde se encontraría con el australiano Patrick Rafter quien venía de perder la final del año anterior ante Sampras. Esta era la primera final de Ivanišević desde aquella en Wimbledon de 1998. En una batalla épica de 3 horas y 1 minuto, Goran ganó uno de los partidos más emocionantes, tanto por el juego en si como por su carga emotiva (dada la historia de Goran), de los últimos años. El resultado final fue de 6-3, 3-6, 6-3, 2-6, 9-7. A dos meses de cumplir 30 años, Goran se convirtió en el jugador con peor ranking y el primer tenista invitado en ganar Wimbledon.
El Wimbledon de ese año demostró ser el último de la carrera de Goran quien se retiraría temporalmente a finales de ese año por una operación en el hombro. Volvió al tenis en 2004 pero luego de su caída en la tercera ronda de Wimbledon ante Lleyton Hewitt se retiró definitivamente. Luego del partido, demostraría su herencia croata, poniéndose una camiseta de fútbol de su selección y diciendo que no le importaba perder porque ahora podría ver ganar a su país contra Inglaterra en la Eurocopa de fútbol (lo que no sucedió).
En 2005, Ivanišević formó parte del equipo croata que se coronó campeón de la Copa Davis aunque no jugó ni un partido y su inclusión en la alineación de la serie final ante Eslovaquia fue más una especie de homenaje y de apoyo moral para el equipo que una participación real de Goran en la serie.
En el torneo de Zagreb de 2011, volvió a disputar un partido de la ATP en la categoría de dobles, fue junto con Marin Čilić, Ivanisevic y Čilić perdieron en primera ronda contra Filip Polasek y Igor Zelenay por 7-6(4) y 6-4.

## Carrera como entrenador

### Marin Čilić
En 2013 Ivanišević empezó a entrenar a su compatriota Marin Čilić con quien ganó el Abierto de Estados Unidos 2014 bajó su tutelaje. Tomaron caminos diferentes él y  Čilić después de Wimbledon 2016.

### Tomáš Berdych
El 8 de agosto de 2016, Tomáš Berdych anunció por redes sociales que Ivanišević empezaría a entrenarlo, empezando en el Masters de Cincinnati 2016.
A fecha de 2019, estaba entrenando a Milos Raonic hasta justo antes del Indian Wells Masters, cuando Raonic anunció que entrenaría a partir de entonces con Fabrice Santoro.

### Novak Djokovic
El 30 de junio de 2019, Novak Djokovic confirmó que había añadido a  Ivanišević a su equipo técnico. En junio de 2020, siguiendo a la suspensión del Adria Tour de Djokovic, Ivanišević resultó positivo por COVID-19. En 2020 y 2021, Djokovic ganó el Abierto de Australia con el croata como entrenador. De esta manera, Goran ha sido el entrenador del campeón en 9 Grand Slam y de 2 jugadores diferentes (Cilic y Djokovic); Abierto de EE. UU. 2014, 2023; Australia 2020, 2021, 2023; Roland Garros 2021, 2023; Wimbledon 2021 y 2022.
En marzo del año 2024 separan sus caminos tras seis años de colaboración. 

### Elena Rybakina
En noviembre de 2024 se une al equipo de la kazaja Elena Rybakina.  En enero de 2025 anuncian el fina de su colaboración. 

### Stefanos Tsitsipas
A finales de mayo de 2025 se anuncia su colaboración con el griego Stefanos Tsitsipas. 

## Clasificación histórica
| Torneo               | 2004 | 2003 | 2002 | 2001 | 2000 | 1999 | 1998 | 1997 | 1996 | 1995 | 1994 | 1993 | 1992 | 1991 | 1990 | 1989 | 1988 | Títulos |
| -------------------- | ---- | ---- | ---- | ---- | ---- | ---- | ---- | ---- | ---- | ---- | ---- | ---- | ---- | ---- | ---- | ---- | ---- | ------- |
| Abierto de Australia | -    | -    | 2r   | -    | 2r   | -    | 1r   | CF   | 3r   | 1r   | CF   | -    | 2r   | 3r   | 1r   | CF   | -    | 0       |
| Roland Garros        | -    | -    | -    | -    | 1r   | 1r   | 1r   | 1r   | 4r   | 1r   | CF   | 3r   | CF   | 2r   | CF   | 4r   | -    | 0       |
| Wimbledon            | 3r   | -    | -    | G    | 1r   | 4r   | F    | 2r   | QF   | SF   | F    | 3r   | F    | 2r   | SF   | 2r   | 1r   | 1       |
| Abierto de EE. UU.   | -    | -    | -    | 3r   | 1r   | 3r   | 4r   | 1r   | SF   | 1r   | 1r   | 2r   | 3r   | 4r   | 3r   | 2r   | -    | 0       |
| Tennis Masters Cup   | -    | -    | -    | RR   | -    | -    | -    | -    | SF   | -    | RR   | SF   | SF   | -    | -    | -    | -    | 0       |